# Vitesse de frottement
La vitesse de frottement (ou vitesse de friction) est une formulation pour laquelle la contrainte de cisaillement est exprimée dans les unités d'une vitesse. En tant que méthode, il est utile en mécanique des fluides de comparer des vitesses réelles comme la vitesse d'écoulement d'un fluide avec la vitesse en relation des différentes couches d'un écoulement.
La vitesse de frottement est utilisée pour décrire les champs de vitesse liés au cisaillement dans un fluide en mouvement. Elle est utilisée pour décrire :
- la diffusion et la dispersion de particules, traçants et contaminants lors d'écoulements ;
- le profil de vitesse à proximité de la limite ;
- le transport de sédiments dans un canal.

La vitesse de frottement aide aussi à évaluer le taux de cisaillement et de dispersion dans un écoulement. Elle permet d'évaluer les taux de dispersion et de dépôt de sédiments. En règle générale, la vitesse de frottement est égale à 1/10 de la vitesse d'écoulement.
{\displaystyle u_{\star }={\sqrt {\frac {\tau }{\rho }}}}
où {\displaystyle \tau } est la contrainte de cisaillement à n'importe quel niveau de l'écoulement et {\displaystyle \rho } est la masse volumique du fluide.

## Transport de sédiments
Typiquement, pour les transports de sédiments, la vitesse de frottement est évaluée au niveau du fond d'un canal.
{\displaystyle u_{\star }={\sqrt {\frac {\tau _{b}}{\rho }}}}
où {\displaystyle \tau _{b}} est la contrainte de cisaillement à la limite.
La vitesse de cisaillement peut aussi être définie en fonction de la vitesse locale et des champs de contraintes de cisaillement.

## Météorologie
Dans un médium turbulent, on définit le vecteur de contraintes de cisaillement comme suit :
{\displaystyle \tau _{x}=-\rho \cdot {\overline {u'w'}}}
{\displaystyle \tau _{y}=-\rho \cdot {\overline {v'w'}}}
où ρ est la masse volumique du fluide et {\displaystyle u'=u-{\overline {u}}}, {\displaystyle v'=v-{\overline {v}}} et {\displaystyle w'=w-{\overline {w}}} sont les déviations de la vitesse par rapport à la moyenne suivant les trois axes x, y, z.
La vitesse de frottement est alors définie à partir du tenseur de covariance des vitesses comme suit :
{\displaystyle u_{*}={\sqrt {|{\vec {\tau }}|/\rho }}={\sqrt {{\sqrt {\tau _{x}^{2}+\tau _{y}^{2}}}/\rho }}={\sqrt {\sqrt {{\overline {u'w'}}^{2}+{\overline {v'w'}}^{2}}}}}
À partir d'un profil de vent logarithmique et l'hypothèse de Ludwig Prandtl, on suppose que le vent moyen est parallèle à l'axe x et donc que {\displaystyle {\overline {v}}=0} et donc {\displaystyle \tau _{y}=0}. Par conséquent,
{\displaystyle u_{*}^{2}=-{\overline {u'w'}}}
On utilisant une similitude avec la traînée aérodynamique, on peut aussi écrire que :
{\displaystyle \tau =\rho C_{d}{\overline {u}}^{2}}
où {\displaystyle C_{d}} est le coefficient de traînée. Au-dessus d'un lac, le coefficient de traînée est 0,0012 tandis qu'au-dessus de la végétation, il est de l'ordre de 0,1 à 0,2.
Si l'on connaît le coefficient de traînée, on peut en déduire la vitesse de frottement comme étant :
{\displaystyle u_{*}={\sqrt {C_{d}}}{\overline {u}}}